# Schiffgraben 4

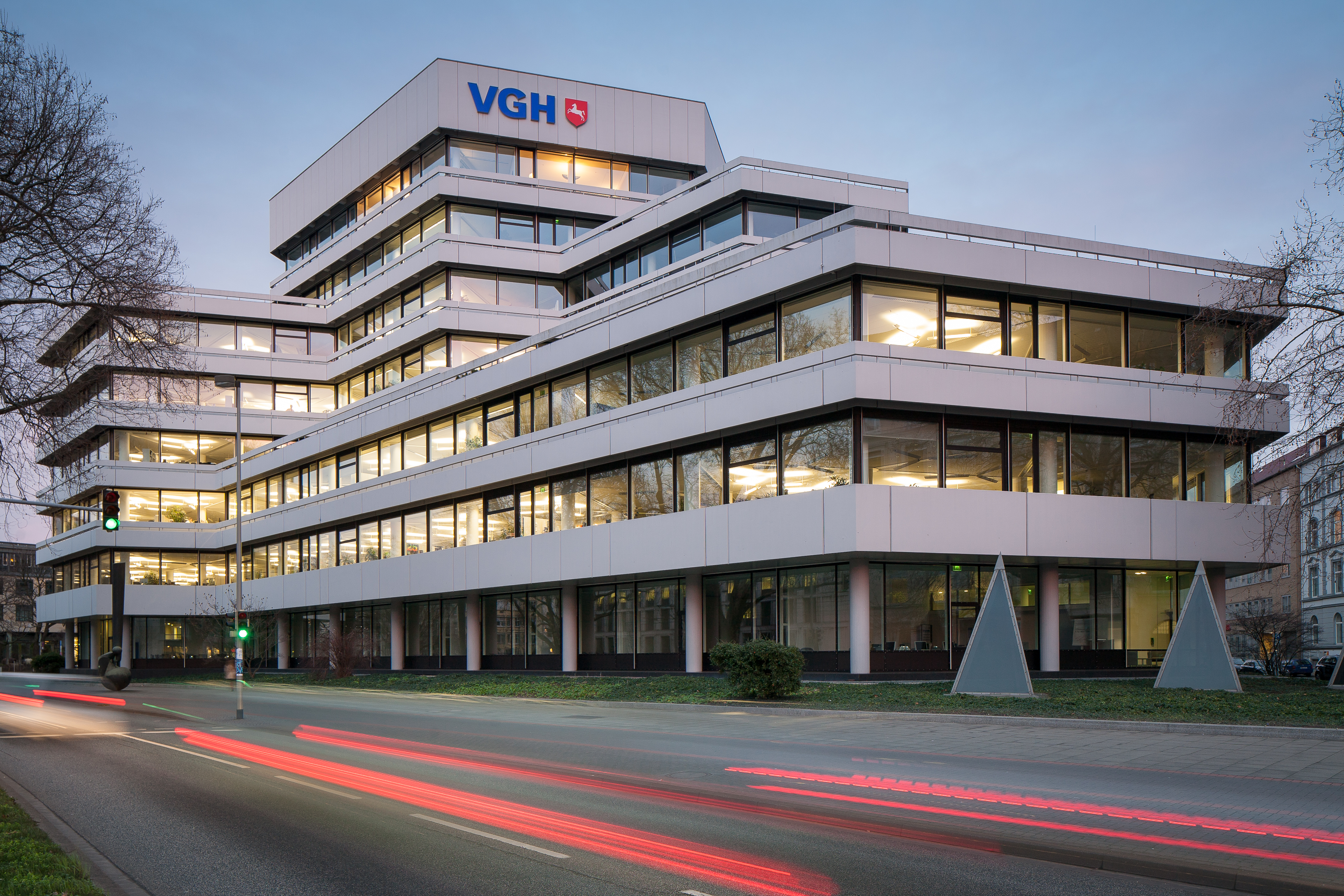
VGH Versicherungen am Schiffgraben 4

Schiffgraben 4 in Hannover lautet die Adresse eines der Hauptverwaltungsgebäude der VGH Versicherungen. In und um das heutige Verwaltungsgebäude am Schiffgraben finden sich zahlreiche Exponate der bildenden Kunst verschiedener Künstler.

## Geschichte und Beschreibung

### Die Vorgängerbauten ab 1888
An Stelle des heutigen Verwaltungsgebäudes befand sich seit Ende des 19. Jahrhunderts ein Bau im Stil der Neugotik, der in den Jahren 1888 bis 1890 nach Plänen des Architekten Theodor Unger errichtet worden war. Diesen Vorgängerbau erweiterte Emil Lorenz von 1910 bis 1913. Dieser Bau wurde im Jahr 1969 abgebrochen.

### Die Neubauten ab 1970

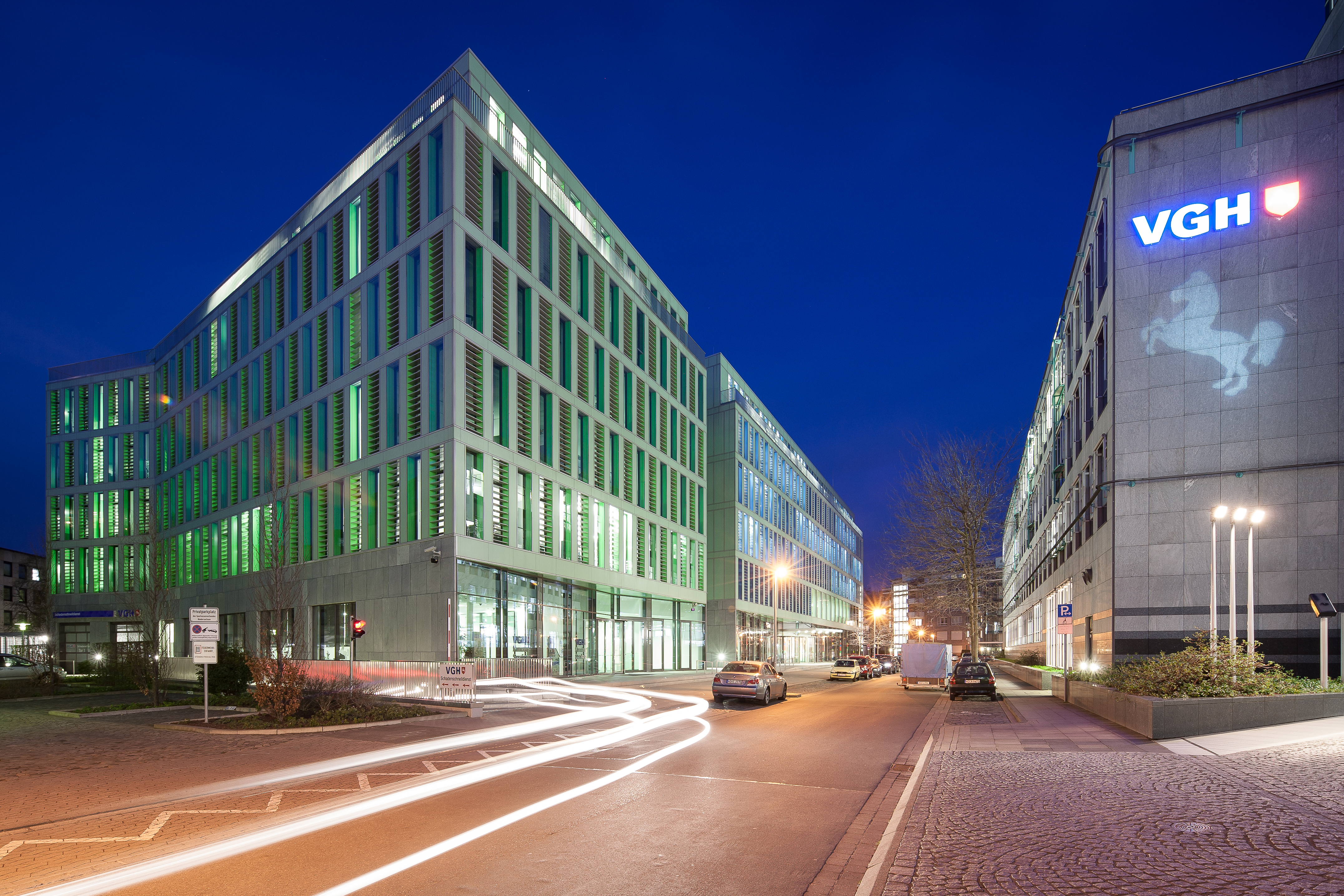
Neubauten am Warmbüchenkamp

Nach Entwürfen des Architekten Walter Henn entstand in den Jahren von 1970 bis 1973 auf annähernd dreieckiger Grundfläche ein Neubau mit zahlreichen, in den oberen Etagen zurückgestaffelten Großraumbüros. Knapp zwei Jahrzehnte später plante die Architektengemeinschaft Leonhardt-Schirmer-Meyer zunächst 1991 bis 1994, dann erneut 1995 bis 1998 realisierte Erweiterungen, bei denen gleichzeitig der Haupteingang der VGH an die Straße Warmbüchenkamp verlegt wurde.

### Künstlerische Ausstattung

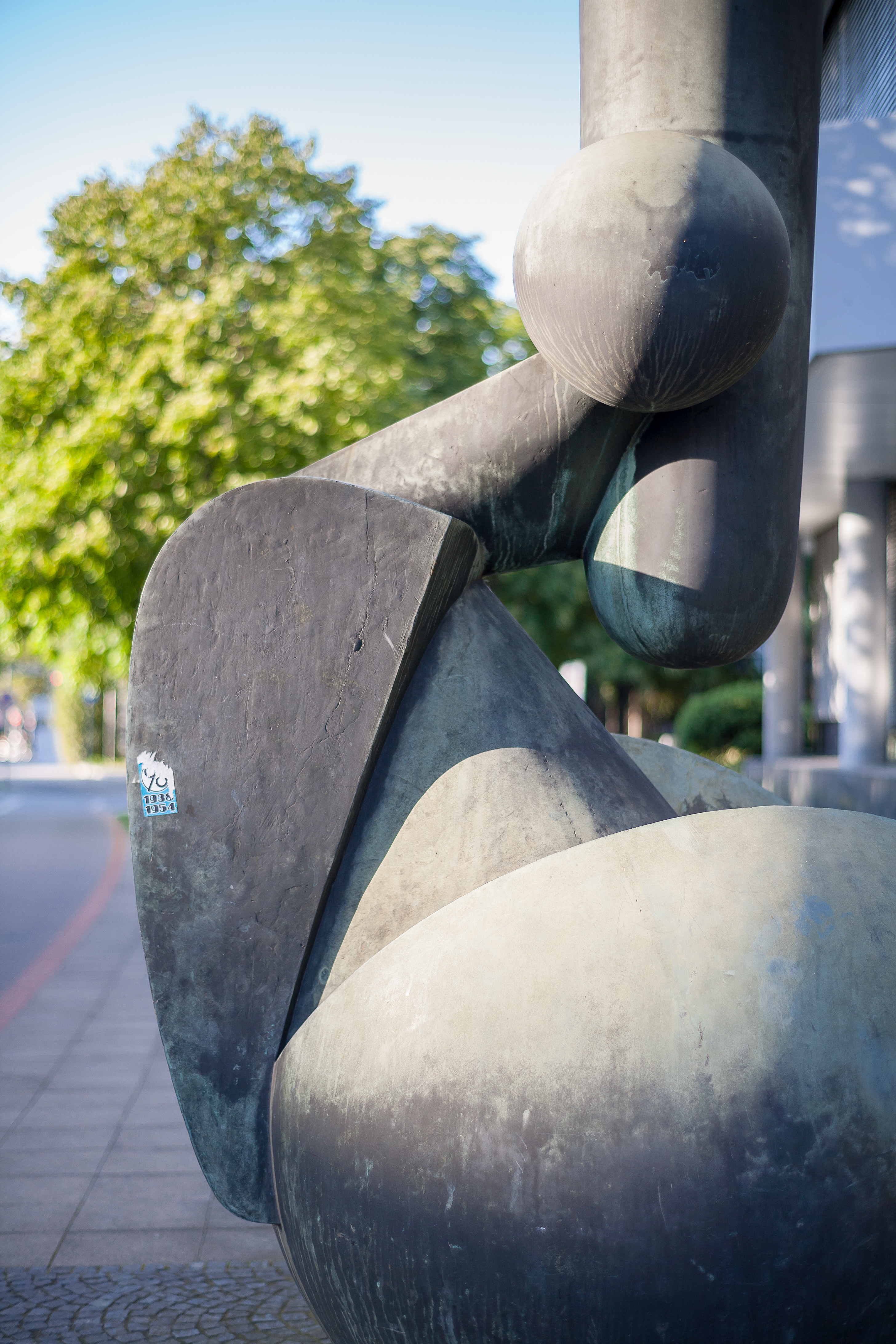
„Großes Rufzeichen“ von Fritz Koenig,
Skulptur als Kunst am Bau

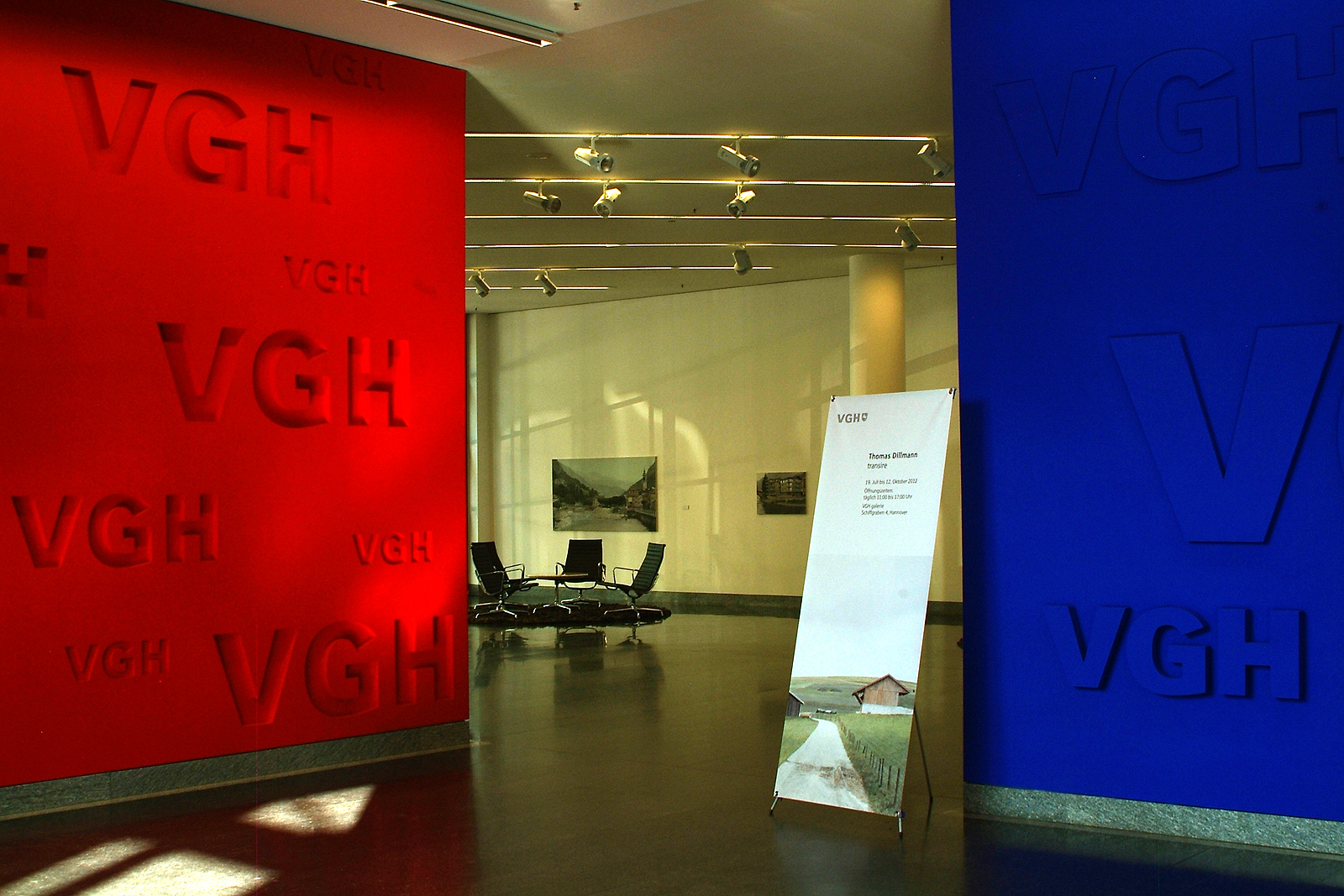
Die für wechselnde Ausstellungen konzipierte „VGH-Galerie“ vor der Empfangshalle am Warmbüchenkamp

Zur Fertigstellung des ersten Neubaus im Jahr 1973 wurde vor dem Gebäude die Bronzeplastik „Großes Rufzeichen“ von Fritz Koenig als Kunst im öffentlichen Raum vor dem ehemaligen Haupteingang am Schiffgraben aufgestellt.
Ebenfalls 1973 wurde in der seinerzeitigen Eingangshalle die von Helge Michael Breig geschaffene Plastik „Tanzendes Paar“ aufgestellt.
Im Hof des Gebäudes am Schiffgraben ließ die VGH die im Jahr 1890 von dem Bildhauer Karl Gundelach erdachten und aus Stein gehauenen Bildwerke des Bauern, des Geistlichen, des Ritters und des Kaufmanns aufstellen. Jüngeren Datums ist die dort installierte Bronzefigur „Sitzender“ von Herbert Volwahsen.
Nach einem Konzept aus dem Jahr 1994 wurden im Zuge der baulichen Erweiterungen die Innenräume des Verwaltungskomplexes insbesondere mit Werken von Künstlern aus Niedersachsen ausgestattet, in einem Hauptbereich etwa mit Gemälden von Malern der 1920er Jahre.
Einzelne Bereiche des Bauwerkes werden bestimmt durch Gegenwartskunst verschiedener Künstler.